# 舞鋼市
舞鋼市（ぶこう-し）は中華人民共和国河南省平頂山市に位置する県級市。伏牛山の東麓に位置する。
古くから鉄の産地として知られ、現在も盛んに鉄鉱石を生産している。市内には河北鋼鉄集団に属する製鉄会社である舞陽鋼鉄公司（通称・「舞鋼」）がある。市名も舞鋼に由来しており、中国で企業名が市の名前になっている都市はここだけである。石漫灘ダムを中心とした石漫灘国家水利風景区は観光地となっている。
もとは舞陽県の一部であったが、舞鋼を中心とする鉱工業の発達により都市化し、1973年に舞陽県より舞鋼工区弁事処として独立した。1977年に平頂山市に編入され、区制施行して舞鋼区となった。1990年9月4日に市制施行し、舞鋼市となっている。

## 行政区画
- 街道:埡口街道、寺坡街道、朱蘭街道、院嶺街道、砿建街道、鉄山街道、紅山街道
- 鎮:尚店鎮、八台鎮、尹集鎮、棗林鎮
- 郷:廟街郷、武功郷、楊荘郷